# Сомовка (Курская область)
Сомовка — деревня в Горшеченском районе Курской области России. Входит в состав Сосновского сельсовета.

## История
На территории села в конце XIX, начале XX века располагался Нижнедевицкий-Варваринский женский монастырь. Создан усилиями и на средства владевшей этими землями помещицы Сомовой Варвары Петровны, ставшей в последствии настоятельницей монастыря. Указ об учреждении Варваринской сомовской общины был определен Святейшим Синодом и издан 29 января 1971 года. В годы религиозных гонений в период после гражданской войны и коллективизации деятельность монастыря была прекращена, а имущество передано местному колхозу.

## География
Деревня находится в восточной части Курской области, в лесостепной зоне, в пределах юго-западной части Среднерусской возвышенности, на левом берегу реки Сомовка, вблизи места впадения её в реку Убля, на расстоянии примерно 9 километров (по прямой) к юго-востоку от посёлка городского типа Горшечное, административного центра района. Абсолютная высота — 168 метров над уровнем моря.
Часовой пояс
Деревня Сомовка, как и вся Курская область, находится в часовой зоне МСК (московское время). Смещение применяемого времени относительно UTC составляет +3:00.

## Население
| 2002 | 2010 |
| ---- | ---- |
| 49   | ↘29  |

Гендерный состав
По данным Всероссийской переписи населения 2010 года в гендерной структуре населения мужчины составляли 34,5 %, женщины — соответственно 65,5 %.
Национальный состав
Согласно результатам переписи 2002 года, в национальной структуре населения русские составляли 98 % из 49 чел.

## Улицы
Уличная сеть деревни состоит из одной улицы и одного переулка.